# 力矩

在一个旋转系统裏，作用力、位置向量、力矩、动量、角动量，這些物理量之間的关系。

力矩（moment）在物理学中，是作用力促使物體具有繞著轉動軸或支點轉動的趨向的物理量；也就是作用力使物体产生“转”、“扭”或“弯”效应的量度。簡略地说，力矩是一種施加於例如螺栓、飛輪一類的物體，或是擰毛巾、扳鋼筋的扭轉力。例如，用扳手的開口箝緊螺栓或螺帽，然後轉動扳手，這動作會產生力矩來轉動螺栓或螺帽。
使机械元件转动的力矩又称转矩（turning moment，moment of rotation）即转动力矩；在材料力学、土木工程和建筑学中，作用引起的结构或构件某一截面上的剪力所构成的力偶矩，称为扭矩（torsional moment，torque），而作用引起的结构或构件某一截面上的正应力所构成的力矩，则称为弯矩（bending moment）。
力矩能够使物体改变其旋转运动。推擠或拖拉涉及到作用力，而扭转則涉及到力矩。如上图，力矩{\displaystyle {\boldsymbol {\tau }}\,\!}等於径向向量{\displaystyle \mathbf {r} \,\!}与作用力{\displaystyle \mathbf {F} \,\!}的叉積。
根據国际单位制，力矩的单位是牛頓米。本物理量非能量，因此不能以焦耳（J）作單位；根據英制单位，力矩的单位则是英尺{\displaystyle \cdot }磅。力矩的表示符号是希腊字母{\displaystyle {\boldsymbol {\tau }}\,\!}，或{\displaystyle \mathbf {M} \,\!}。
力矩與三個物理量有關：施加的作用力{\displaystyle \mathbf {F} \,\!}、從轉軸到施力點的位移向量{\displaystyle \mathbf {r} \,\!}、兩個向量之間的夾角{\displaystyle \theta \,\!}。力矩{\displaystyle {\boldsymbol {\tau }}\,\!}以向量方程式表示為
{\displaystyle {\boldsymbol {\tau }}=\mathbf {r} \times \mathbf {F} \,\!}。
力矩的大小為
{\displaystyle \tau =rF\sin \theta \,\!}。

## 定义

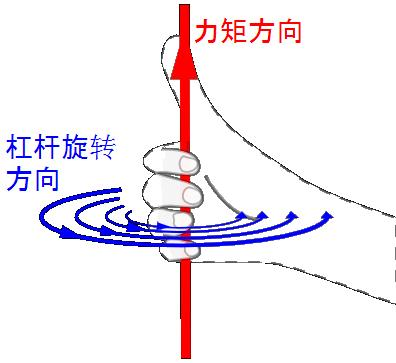
用右手定則决定力矩方向

力矩等於作用於杠杆的作用力乘以支点到力的垂直距离。例如，3 牛顿的作用力，施加於离支点2 米处，所产生的力矩，等於1牛顿的作用力，施加於离支点6米处，所产生的力矩。力矩是个向量。力矩的方向与它所造成的旋转运动的旋转轴同方向。力矩的方向可以用右手定則来决定，也可以用叉乘计算。假设作用力垂直於杠杆。将右手往杠杆的旋转方向弯捲，伸直的大拇指与支点的旋转轴同直线，则大拇指指向力矩的方向。

假設作用力施加於位置為的粒子。選擇原點（以紅點表示）為參考點，只有垂直分量會產生力矩。這力矩的大小為，方向為垂直於屏幕向外。

更一般地，如圖右，假設作用力{\displaystyle \mathbf {F} \,\!}施加於位置為{\displaystyle \mathbf {r} \,\!}的粒子。選擇原點為參考點，力矩{\displaystyle {\boldsymbol {\tau }}\,\!}以方程式定義為
{\displaystyle {\boldsymbol {\tau }}\ {\stackrel {def}{=}}\ \mathbf {r} \times \mathbf {F} \,\!}。
力矩大小為
{\displaystyle \tau =|\mathbf {r} ||\mathbf {F} |\sin \theta \,\!}；
其中，{\displaystyle \theta \,\!}是兩個向量{\displaystyle \mathbf {F} \,\!}與{\displaystyle \mathbf {r} \,\!}之間的夾角。
力矩大小也可以表示為
{\displaystyle \tau =rF_{\perp }\,\!}；
其中，{\displaystyle F_{\perp }\,\!}是作用力{\displaystyle \mathbf {F} \,\!}對於{\displaystyle \mathbf {r} \,\!}的垂直分量。
任何與粒子的位置向量平行的作用力不會產生力矩。
從叉積的性質，可推論，力矩垂直於位置向量{\displaystyle \mathbf {r} \,\!}和作用力{\displaystyle \mathbf {F} \,\!}。力矩的方向與旋轉軸平行，由右手定則決定。

## 與角動量之間的關係

地心引力的力矩造成角动量的改变。因此，陀螺呈现进动現象。

假設一個粒子的位置為{\displaystyle \mathbf {r} \,\!}，動量為{\displaystyle \mathbf {p} \,\!}。選擇原點為參考點，此粒子的角動量{\displaystyle \mathbf {L} \,\!}為
{\displaystyle \mathbf {L} =\mathbf {r} \times \mathbf {p} \,\!}。
粒子的角動量對於時間的導數為
{\displaystyle {\begin{aligned}{\frac {d\mathbf {L} }{dt}}&={\frac {d\mathbf {r} }{dt}}\times \mathbf {p} +\mathbf {r} \times {\frac {d\mathbf {p} }{dt}}\\&=\mathbf {v} \times m\mathbf {v} +\mathbf {r} \times m{\frac {d\mathbf {v} }{dt}}\\&=\mathbf {r} \times m\mathbf {a} \\\end{aligned}}\,\!} ；
其中，{\displaystyle m\,\!}是質量，{\displaystyle \mathbf {v} \,\!}是速度，{\displaystyle \mathbf {a} \,\!}是加速度。
應用牛頓第二定律，{\displaystyle \mathbf {F} =m\mathbf {a} \,\!}，可以得到
{\displaystyle {\frac {d\mathbf {L} }{dt}}=\mathbf {r} \times \mathbf {F} \,\!}。
按照力矩的定義，{\displaystyle {\boldsymbol {\tau }}\ {\stackrel {def}{=}}\ \mathbf {r} \times \mathbf {F} \,\!}，所以，
{\displaystyle {\boldsymbol {\tau }}={\frac {\mathrm {d} \mathbf {L} }{\mathrm {d} t}}\,\!}。
作用於一物體的力矩，決定了此物體的角動量{\displaystyle \mathbf {L} \,\!}對於時間{\displaystyle t\,\!}的導數。
假設幾個力矩共同作用於物體，則這幾個力矩的合力矩{\displaystyle {\boldsymbol {\tau }}_{\mathrm {net} }\,\!}共同決定角動量的對於時間的變化：
{\displaystyle {\boldsymbol {\tau }}_{1}+\cdots +{\boldsymbol {\tau }}_{n}={\boldsymbol {\tau }}_{\mathrm {net} }={\frac {\mathrm {d} \mathbf {L} }{\mathrm {d} t}}\,\!}。
關於物體的繞著固定軸的旋轉運動，
{\displaystyle \mathbf {L} =I{\boldsymbol {\omega }}\,\!}；
其中，{\displaystyle I\,\!}是物體對於固定軸的轉動慣量，{\displaystyle {\boldsymbol {\omega }}\,\!}是物體的角速度。
所以，取上述方程式對時間的導數：
{\displaystyle {\boldsymbol {\tau }}_{\mathrm {net} }={\frac {\mathrm {d} \mathbf {L} }{\mathrm {d} t}}={\frac {\mathrm {d} (I{\boldsymbol {\omega }})}{\mathrm {d} t}}=I{\frac {\mathrm {d} {\boldsymbol {\omega }}}{\mathrm {d} t}}=I{\boldsymbol {\alpha }}\,\!}；
其中，{\displaystyle {\boldsymbol {\alpha }}\,\!}是物體的角加速度。

## 单位
力矩的定义是距离乘以作用力。根據国际单位制，力矩的单位是牛顿{\displaystyle \cdot }米（Nm）。虽然牛顿与米的次序，在数学上，是可以交换的，但是国际计量局（Bureau International des Poids et Mesures）规定这次序应是牛顿{\displaystyle \cdot }米，而不是米{\displaystyle \cdot }牛顿。
根據国际单位制，能量与功量的单位是焦耳，定义为1牛顿{\displaystyle \cdot }米。但是，焦耳不是力矩的单位。因为，能量是力点积距离的标量；而力矩是距离叉积作用力的向量。当然，量纲相同并不尽是巧合，使1牛顿{\displaystyle \cdot }米的力矩，作用1 全转，需要恰巧{\displaystyle 2\pi \,\!}焦耳的能量：
{\displaystyle E=\tau \theta \,\!}。
其中，{\displaystyle E\,\!}是能量，{\displaystyle \theta \,\!}是移动的角度，单位是弧度。
根據英制，力矩的单位是英尺{\displaystyle \cdot }磅。

## 矩臂方程式

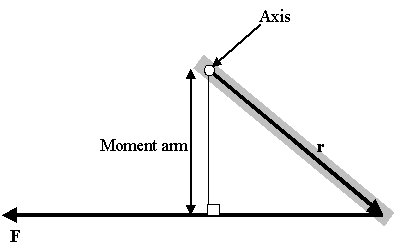
矩臂图

在物理学外，其他的学术界裡，力矩时常会如以下定义：
{\displaystyle {\boldsymbol {\tau }}=({\text{moment arm}})\cdot {\textrm {force}}\,\!}。
右图显示出矩臂（moment arm）、前面所提及的相对位置{\displaystyle \mathbf {r} \,\!}、作用力{\displaystyle \mathbf {F} \,\!}（force）。这个定义並没有指出力矩的方向，只有力矩的大小。所以，并不适用于三维空间问题。

## 静力概念
当一个物体在静态平衡时，合力是零，对任何一点的合力矩也是零。二维空间的平衡要求是
{\displaystyle \sum F_{x}=0\,\!}，
{\displaystyle \sum F_{y}=0\,\!}，
{\displaystyle \sum \tau =0\,\!}。
这里，{\displaystyle F_{x},\ F_{y}\,\!}是作用力{\displaystyle \mathbf {F} \,\!}分别在x-轴与y-轴的分量。假若，这三个联立方程式有解，则称此系统为静定系统；不然，则称为静不定系统。

## 力矩、能量和功率之間的關係
假設施加作用力於一物體，使得此物體移動一段距離，則作用力對於此物體做了機械功。類似地，假設施加力矩於一物體，使得此物體旋轉一段角位移，則力矩對於此物體做了機械功。對於穿過質心的固定軸的旋轉運動，以數學方程式表達，
{\displaystyle W=\int _{\theta _{1}}^{\theta _{2}}\tau \ \mathrm {d} \theta \,\!}；
其中，{\displaystyle W\,\!}是機械功，{\displaystyle \theta _{1}\,\!}、{\displaystyle \theta _{2}\,\!}分別是初始角和終結角，{\displaystyle \mathrm {d} \theta \,\!}是無窮小角位移元素。
根據功能定理，{\displaystyle W\,\!}也代表物體的旋轉動能{\displaystyle K_{\mathrm {rot} }\,\!}的改變，以方程式表達，
{\displaystyle K_{\mathrm {rot} }={\tfrac {1}{2}}I\omega ^{2}\,\!}。
功率是單位時間內所做的機械功。對於旋轉運動，功率{\displaystyle P\,\!}以方程式表達為
{\displaystyle P={\boldsymbol {\tau }}\cdot {\boldsymbol {\omega }}\,\!}。
請注意，力矩注入的功率只跟瞬時角速度有關，而角速度是否在增加中，或在減小中，或保持不變，功率都與這些狀況無關。
實際上，在與大型輸電網路相連接的發電廠裏，可以觀察到這關係。發電廠的發電機的角速度是由輸電網路的頻率設定，而發電廠的功率輸出是由作用於發電機轉動軸的力矩所決定。
在計算功率時，必須使用一致的單位。採用國際單位制，功率的單位是瓦特，力矩的單位是牛頓-米，角速度的單位是每秒弧度（不是每分鐘轉速rpm，也不是每秒鐘轉速）。

## 力矩原理
力矩原理闡明，幾個作用力施加於某位置所產生的力矩的總和，等於這些作用力的合力所產生的力矩。力矩原理又名伐里農定理(Varignon's theorem)（以法国科学家兼神父皮埃爾·伐里農命名），以方程式表達，
{\displaystyle (\mathbf {r} \times \mathbf {F} _{1})+(\mathbf {r} \times \mathbf {F} _{2})+\cdots =\mathbf {r} \times (\mathbf {F} _{1}+\mathbf {F} _{2}+\cdots )\,\!}。

## 延伸阅读
- Tipler, Paul. . W. H. Freeman. 2004. ISBN 978-0-7167-0809-4.

## 參閱
- 馬力
- 扭力轉換器
- 刚体动力学
- 機械平衡（mechanical equilibrium）
- 扭矩扳手（torque wrench）
- 力矩密度